# Paulo Garcés
Pour les articles homonymes, voir Garcés.
Paulo Garcés est un footballeur international chilien né le 2 août 1984 à Parral au Chili.

## Palmarès

### Collectif
- Avec l'Universidad Catolica :
  - Champion du Chili en 2005 (Clausura) et 2010.